# M242 Bushmaster

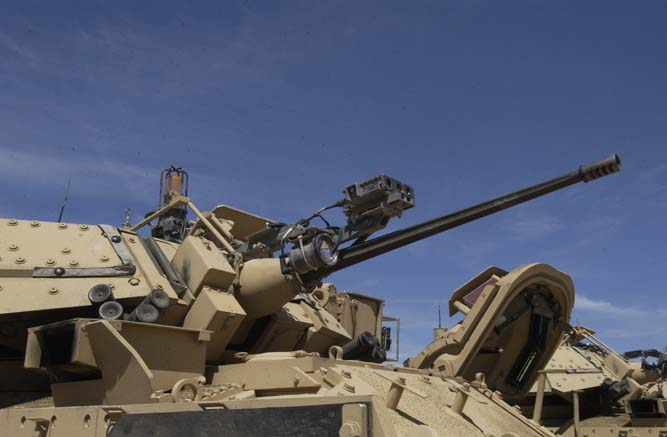
Um M242 em um M2 Bradley.

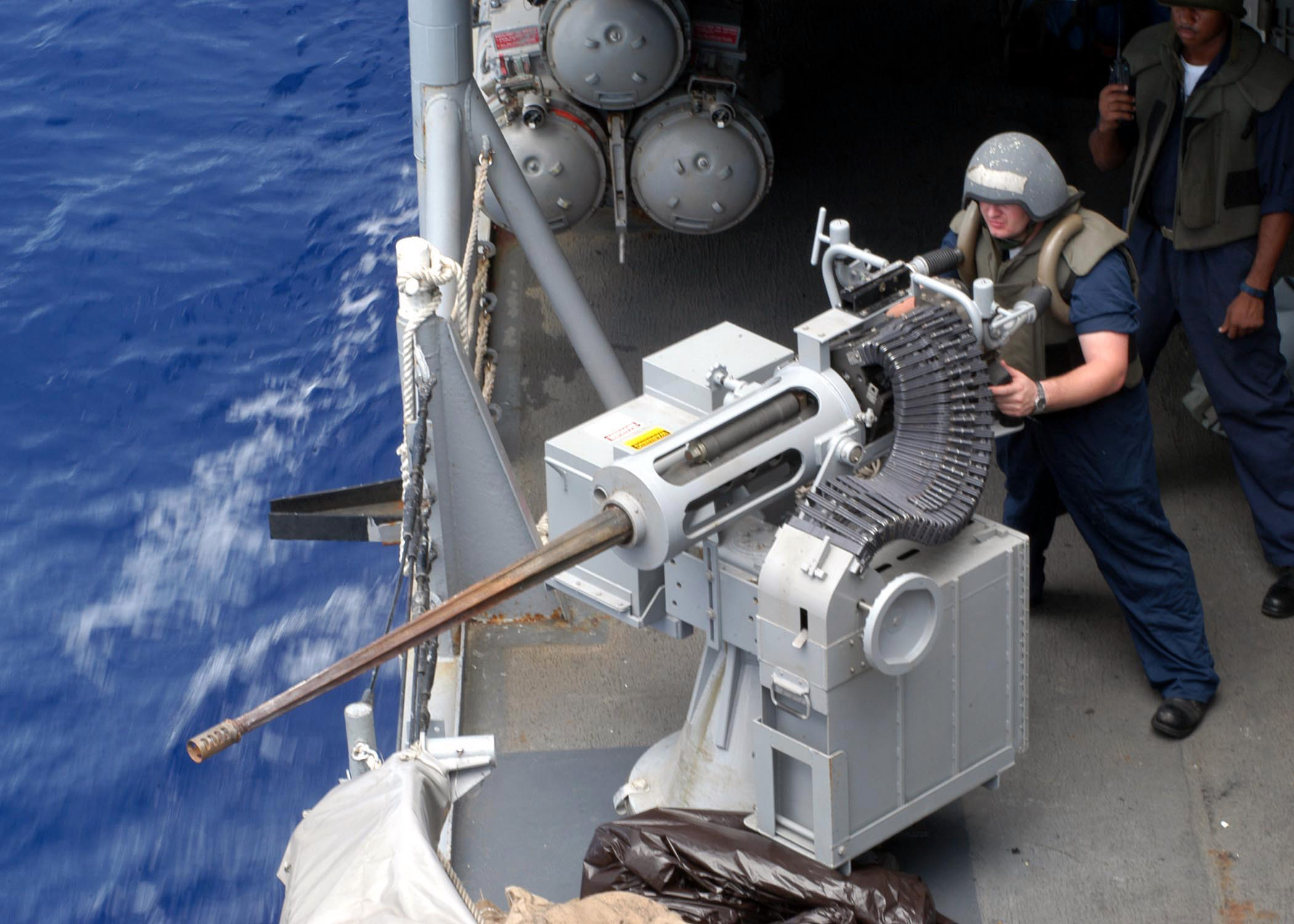
Um Mk 38, uma versão melhorada para uso naval.

O M242 Bushmaster é um canhão automático de 25 mm. É usado primordialmente pelos Estados Unidos e por outras nações da OTAN, além de alguns outros países, sendo empregados em vários veículos de combate, como o Bradley (VCI), e também em navios de guerra. Foi inicialmente desenvolvido pela Hughes Ordnance, na Califórnia, mas a empresa foi comprada pela McDonnell Douglas (depois adquirida pela Boeing Corporation); contudo foi produzida pela Alliant Techsystems (ATK) em Mesa, Arizona.

## Utilizadores
- Estados Unidos
- Austrália
- Canadá
- Espanha
- Israel
- Malásia
- Nova Zelândia
- Noruega
- Filipinas
- Singapura
- Sri Lanka
- Suíça
- Turquia